# Sân bay quốc tế Zhulyany Kiev
Sân bay quốc tế Igor Sikorsky Kiev Zhulyany (tiếng Ukraina: Міжнародний аеропорт "Київ" (Жуляни)) (IATA: IEV, ICAO: UKKK) là một trong hai sân bay hành khách của thủ đô Kiev, Ucraina. Nó nằm trong khu phố Zhuliany ở phía nam của thành phố.
Mặc dù sân bay ban đầu, nó không phải là sân bay chính phục vụ Kiev. Trong những năm 1960 sân bay lớn hơn, sân bay quốc tế Boryspil được xây dựng gần thành phố Boryspil. Kể từ đó cái sân bay cũ "Kiev" chỉ trở thành thường được gọi là "Zhuliany" (hoặc Kiev-Zhuliany), trong khi đó vẫn giữ nguyên tên chính thức "Kiev".
Trong thời Liên Xô Kiev-Zhuliany đã được sử dụng cho các chuyến bay trong nước. Sau khi độc lập bắt đầu nhận một số chuyến bay quốc tế từ các nước lân cận. Bị bao quanh bởi đường sắt lớn, đường cao tốc và khu dân cư, sân bay không có khả năng mở rộng.

## Airlines and destinations
| Hãng hàng không     | Các điểm đến |
| ------------------- | --- |
| Khors Air           | Kharkiv [từ 29 tháng 4], Lviv [từ 29 tháng 4], Simferopol                                                                                 |
| Mars RK             | Simferopol |
| Motor Sich Airlines | Simferopol |
| South Airlines      | Odessa, Simferopol |
| Wizz Air Hungary    | London-Luton |
| Wizz Air Ukraine    | Antalya, Cologne/Bonn, Dortmund, Lübeck, Katowice, Memmingen, Oslo-Torp, Simferopol, Stockholm-Skavsta, Valencia [từ 6/9], Venice-Treviso |

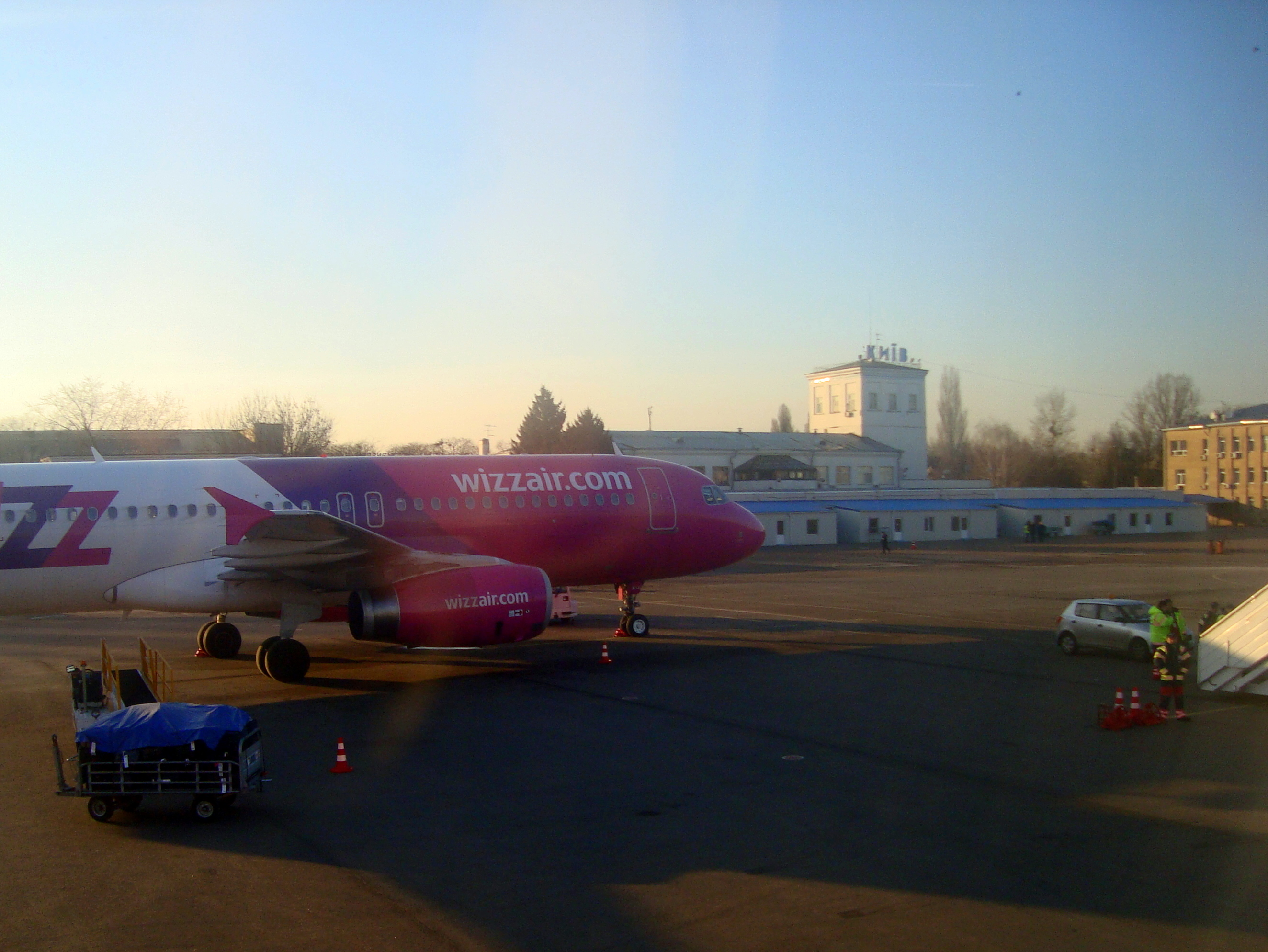
Một chiếc A320 của Wizz Air đến Zhulyany
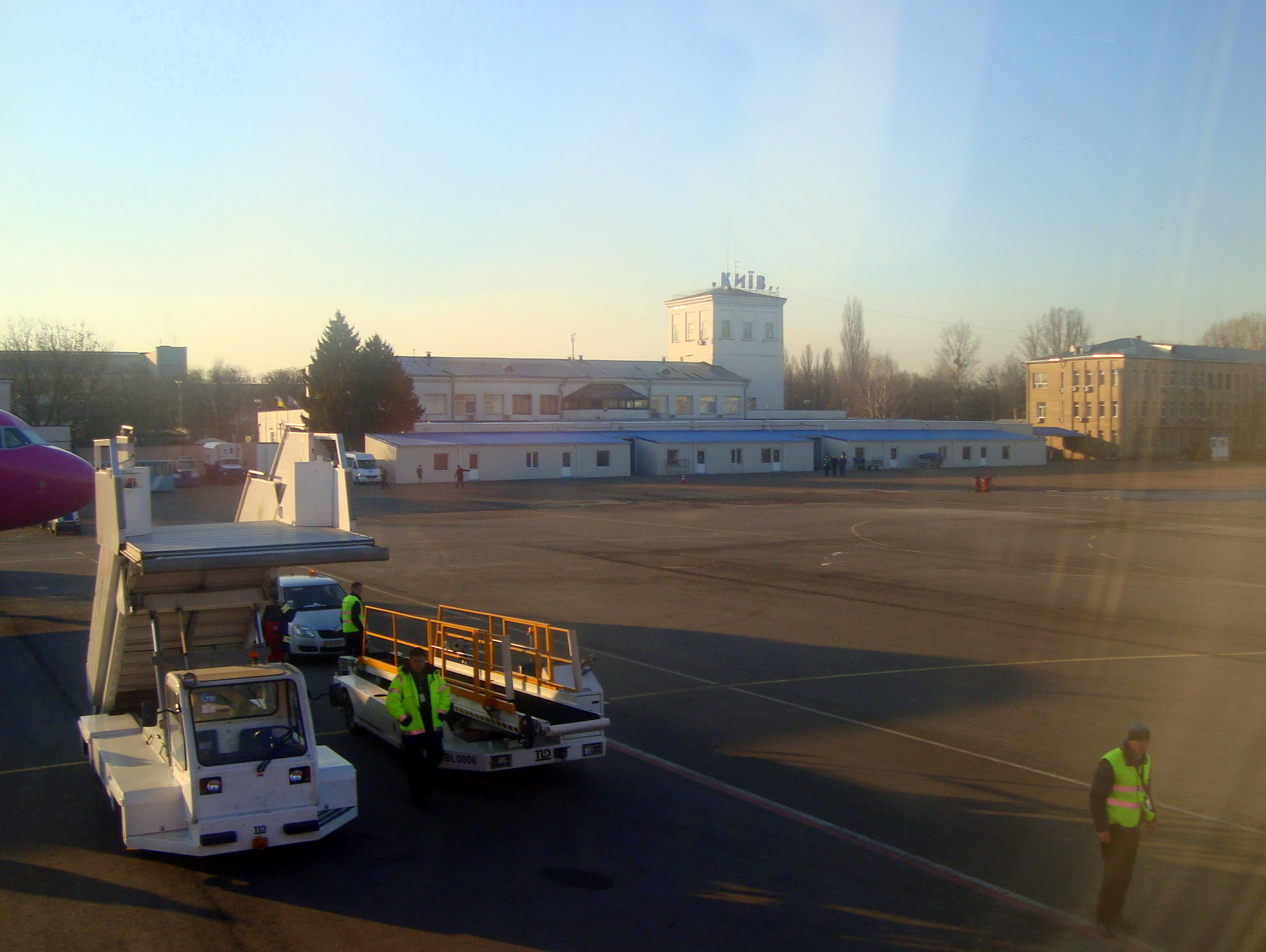
Swissport đợi một chiếc máy bay đến